# 鯛魚卡
鯛魚卡（英語：Snapper card）是新西蘭威靈頓用於支付公共交通的非觸碰智能卡。該卡於2008年7月首次發行。。鯛魚卡曾由鯛魚服務有限公司持有，該公司為Infratil的子公司直至2019年賣予ICM有限公司，後者為Allectus資本的子公司。
鯛魚卡可用於威靈頓地區的Metlink品牌的巴士以及Runcimans巴士，同時也可在參與的商戶和的士上使用。